# Ischler Törtchen

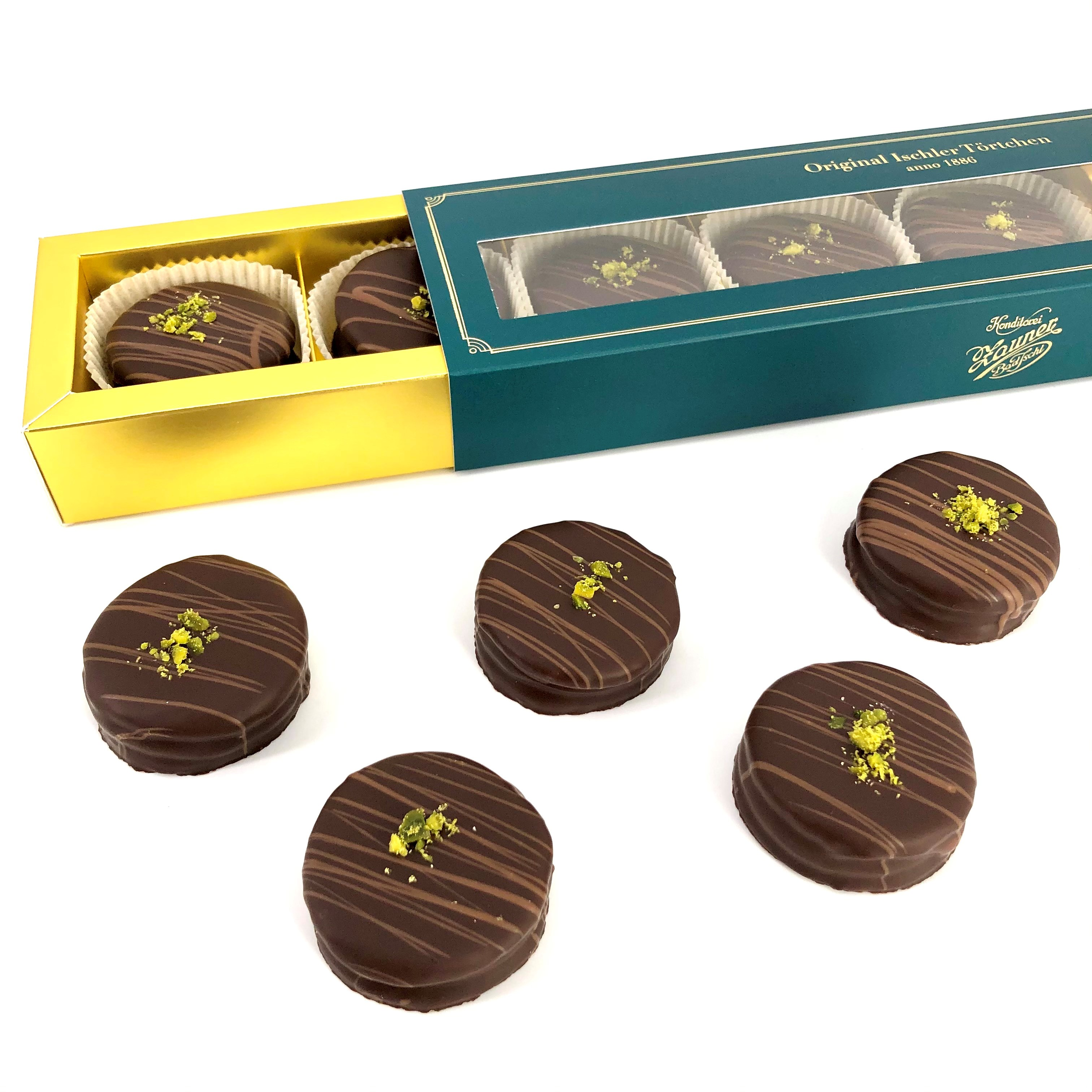
Ischler Törtchen mit Verpackung

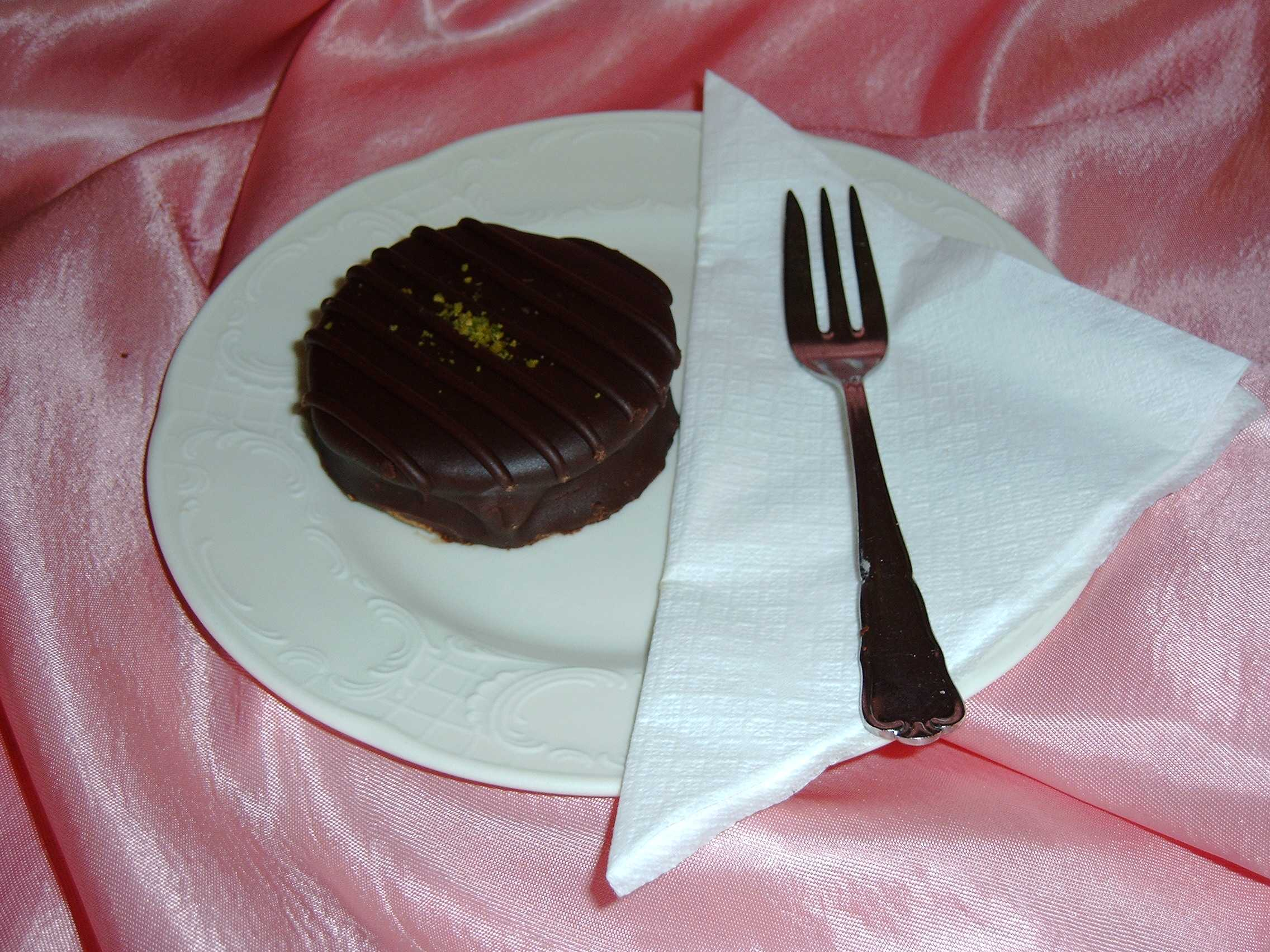
Ischler Törtchen mit Schokolade

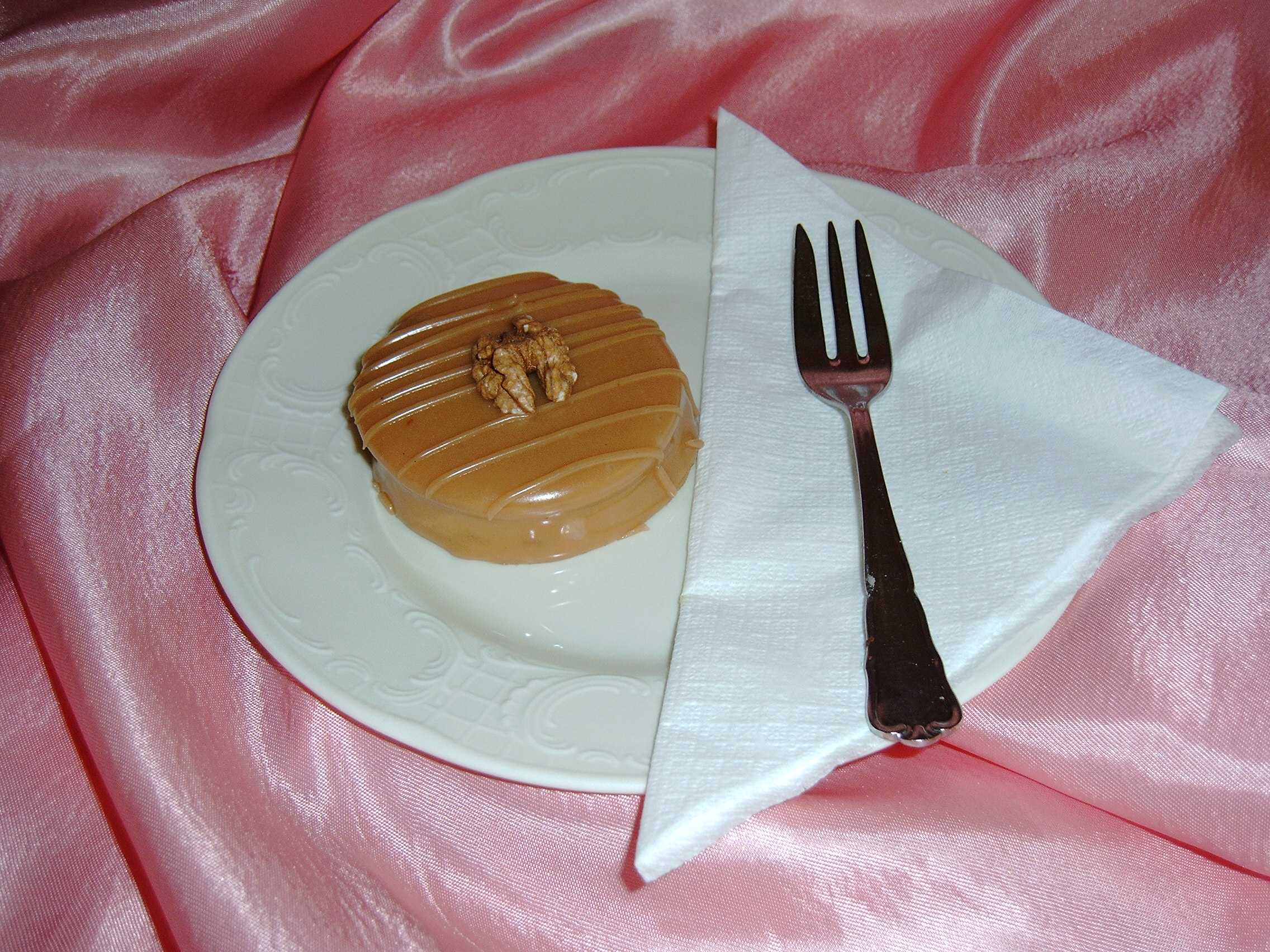
Ischler Törtchen mit Nuss

Ischler Törtchen (nicht verwechseln mit Ischler Oblaten) sind eine österreichische Confiserie-Spezialität und zählen zum Teegebäck und Weihnachtsgebäck.
Die Ischler Törtchen wurden im 19. Jahrhundert in der Konditorei Zauner in Bad Ischl kreiert. 1958 wurden sie von Richard Kurth, dem damaligen leitenden Konditor der Konditorei Zauner bei der Weltausstellung in Brüssel präsentiert und mit der Goldmedaille prämiert. Bald wurden die „Ischler“ nicht nur in Bad Ischl, sondern im ganzen Salzkammergut und darüber hinaus bekannt. Sie fehlen in kaum einem österreichischen Backbuch.
1959 komponierte Eugen Brixel zu dieser Spezialität eigens den Konzertwalzer „Ischler Törtchen“.

## Grundprinzip und Zutaten
Von den Ischler Törtchen existieren vielerlei Abwandlungen. Von der Konditorei Zauner selbst werden eine „feine Variante“ und eine „weihnachtliche Variante“ angeboten.
Die ursprüngliche Zubereitung von Richard Kurth ist die „feine Variante“. Sie besteht aus zwei klassischen Mürbeteigscheiben (etwa 5 bis 8 cm Durchmesser) mit einer Schokoladencremefüllung, das Ganze ist mit einer Kakao-Fondant-Glasur überzogen. Als Auflage werden gehackte Pistazien verwendet.
Die „weihnachtliche Variante“ verwendet statt Mürbeteig und Cremefüllung einen Keksteig mit Haselnüssen und eine Füllung aus eher säuerlichen Marmeladesorten (z. B. Aprikose). Die Glasur enthält Mokka. Zusätzlich kann man verschiedene Dekofiguren (z. B. Nikoläuse) oder Mandeln auflegen.